# Bayard (Nebraska)
Bayard è un comune degli Stati Uniti d'America, situato in Nebraska, nella contea di Morrill. La popolazione al censimento del 2010 è risultata di 1.209 abitanti.